# Kepler-452
Kepler-452 är en GV-stjärna som ligger 1 400 ljusår från jorden i stjärnbilden Svanen. Den har samma temperatur som solen men är 20 procent ljusare och 11 procent större i diameter. Den har åtminstone en exoplanet, Kepler-452b, som upptäcktes den 23 juli 2015. Det skulle ta en mänsklig rymdfarkost cirka 25 miljoner år att ta sig till Keplersystemet.